# Personaggi di Rayman
Questa lista comprende i personaggi della serie di videogiochi di Rayman.

## Personaggi principali

### Rayman
Rayman è il protagonista dell'omonima serie di videogiochi. È una creatura senza arti con i capelli biondi e un grosso naso. Porta un completo viola con un foulard (un cappuccio da Rayman 3: Hoodlum Havoc) di colore rosso, guanti bianchi e scarpe da ginnastica gialle. 
I suoi attacchi sono basati principalmente dai suoi pugni (anche se in Rayman 2: The Great Escape e Rayman M adopera sfere di energia), e da differenti abilità e poteri.
La sua personalità non è ben definita ma molto spesso è un personaggio allegro ed eroico ma alle volte è anche un po' infantile.

### Globox
Globox è un personaggio dei videogiochi della serie Rayman, comparso per la prima volta in Rayman 2: The Great Escape. Si tratta di un rospo o una rana blu, grasso con una lingua viola e occhi piccoli, appartenente alla specie dei glute. È il migliore amico di Rayman.
A differenza degli altri personaggi della saga, che vivono o contemplano nella foresta e nelle aree più remote del pianeta, Globox è l'unico personaggio a possedere una casa di legno in cima ad un piccolo albero, come mostrato esclusivamente nel remake Rayman Revolution, casa nella quale sembrerebbe non abitare quasi mai in quanto è sempre in compagnia di Rayman o altre volte catturato dai pirati del gioco.
Ha una famiglia composta da una moglie, Uglette, e 650 figli chiamati semplicemente Baby Globox. Ricopre un ruolo importante in Rayman 2: The Great Escape e in Rayman 3: Hoodlum Havoc. È un personaggio dall'animo gentile, possiede anch'egli alcuni poteri magici, ha una notevole forza fisica ed è specializzato nel Fung-Ku, uno stile di combattimento incentrato sugli schiaffi. Appartiene alla stirpe conosciuta come Glutes. La sua intelligenza è limitata a causa delle piccole dimensioni del suo cervello, e si spaventa facilmente, al punto che, dopo essere stato catturato dai Robot-Pirati, sviluppa una paura irrazionale per loro e altri nemici. In Rayman 2: The Great Escape viene spiegato che Polokus, il Dio creatore del mondo fittizio di Rayman, ha usato il proprio senso dell'umorismo per trarre ispirazione e creare Globox. Prima di conoscere Rayman, faceva parte dell'esercito del Mago Rosso.
Il potere magico di Globox consiste nella capacità di creare una grande nube, e causare una pioggia di varia entità tramite la danza della pioggia, utilizzabile dalla sua famiglia e apprendibile da Rayman con una maschera speciale. La pioggia viene adoperata da Globox per spegnere incendi e distruggere macchinari. Rayman 2 è anche l'unico gioco in cui Globox si esprime in terza persona.
In Rayman 3: Hoodlum Havoc, Globox inghiotte involontariamente Andrè, il capo dei Lum neri. Viene mostrato anche essere allergico al succo di prugna fermentato, e quando è intossicato, può produrre grosse bolle di colore viola, utilizzabili da Rayman per raggiungere luoghi inaccessibili con i mezzi normali. Viene separato da Rayman in alcune occasioni, tra cui a causa di una trappola nel Quartier Generale degli Hoodlum, in cui viene catturato, ma riesce a scappare rubando un'Armaguiddon, una navicella Hoodlum, e aiuta l'amico a sconfiggere Reflux, uno Knaaren alleatosi con André. In Rayman 2: The Great Escape, come tutti i personaggi, non ha un doppiaggio in lingua originale, escludendo la versione per Sony PlayStation del gioco. In seguito Globox è doppiato in lingua inglese da John Leguizamo e da Dario Oppido in lingua italiana in Rayman 3: Hoodlum Havoc. Compare anche nella versione per Game Boy Advance di Rayman Raving Rabbids assieme ad altri personaggi di Rayman 2: The Great Escape.
In Rayman: Hoodlums' Revenge, in cui è giocabile, viene imprigionato ma riesce a scappare. Lo spirito di André è ancora nel suo corpo però, facendogli a volte subire degli sbalzi d'umore e dire cose brutte che normalmente non direbbe mai, fino al punto in cui perde completamente il controllo del suo corpo, e lo spirito di André lo usa per creare un clone di Reflux.
In Rayman Origins, dove lo si può utilizzare, Polokus rivela che era inizialmente di colore rosso, ma divenne blu dopo che venne attaccato da dei Moskito di quel colore.

### Ly
Ly la fata è un personaggio della serie di videogiochi di Rayman. Dai capelli corti viola e dalla pelle di colore giallo ocra tatuata con strisce viola, discende da una lunga stirpe di fate-volpi di cui ne è a capo, ed è un'importante guida per Rayman. Compare per la prima volta in Rayman 2: The Great Escape, che resta il gioco in cui ricopre il ruolo di maggior rilievo nella storia della saga. Ly è un personaggio mistico, molto energica e potente. Le piace inoltre meditare e conosce a fondo la mitologia di Polokus.
In Rayman Revolution, Ly oltre a donare poteri a Rayman, crea dei percorsi segreti attivabili grazie ai Lum, nei quali Rayman può guadagnare vita o potenziare i suoi pugni. Svolge un ruolo simile anche nella versione per Game Boy Advance di Rayman Raving Rabbids.
In Rayman M esiste un cameo per Ly, una statua raffigurante la fata, presente attraversando il livello conosciuto propriamente come Palazzo di Ly. Anche in Rayman 3: Hoodlum Havoc è presente una statua nascosta nel livello "La scorciatoia incredibilmente lunga".

### Murfy
Murfy è un personaggio appartenente alla serie di videogiochi di Rayman, comparso per la prima volta in Rayman 2: The Great Escape e in seguito in Rayman 3: Hoodlum Havoc. Murfy svolge principalmente il compito di guida per Rayman. Murfy è una delle fate al servizio di Ly, precisamente il capitano delle guardie del Cuore del Mondo.
Nonostante assomigli ad una specie di rana, Murfy è in realtà una mosca come rivelato nel manuale di Rayman 3: Hoodlum Havoc. 
In Rayman 2: The Great Escape, Rayman incontra Murfy per la prima volta. Spiega la situazione al giocatore nel primo livello in cui non vi sono nemici e invia dei consigli a Rayman tramite delle pietre magiche. Ad eccezione del primo livello, Murfy non ha impatto sulla storia del gioco.
In Rayman 3: Hoodlum Havoc, Murfy compare solo all'inizio del gioco e agisce di nuovo come guida per il giocatore, spiegando ogni elemento necessario per lo svolgimento del gioco. Egli legge le informazioni necessarie dal manuale e spiega alcune abilità a Rayman proponendogli qualche tutorial. In questo gioco appare molto più sarcastico e impertinente, prendendosi gioco del manuale per le istruzioni troppo ovvie e rompendo frequentemente la quarta parete. A differenza di ciò che accade in Rayman 2: The Great Escape, Murfy compare solo nel primo mondo e poi scompare per tutto il resto del gioco. In Rayman: Hoodlums' Revenge, seguito diretto di Rayman 3: Hoodlum Havoc, uscito per Game Boy Advance, Murfy svolge un ruolo quasi identico a quello svolto in Rayman 3. In Rayman Kart, Murfy appare mostrando il numero di giri rimanenti.
Mentre in Rayman 2: The Great Escape, come del resto tutti i personaggi, non ha un doppiatore, se si esclude la versione per PlayStation del gioco. Murfy viene doppiato in Rayman 3: Hoodlum Havoc da Billy West nella versione in lingua inglese e da Massimo Malucelli nella versione italiana.
In Rayman Legends, invece di agire come guida per il giocatore, è un personaggio che può essere utilizzato in prima persona sulle versioni PlayStation Vita, Nintendo Switch e Wii U, invece sulle versioni PlayStation 3, Xbox 360,PC,Playstation 4 e Xbox One, Murfy agisce solo con la pressione di un tasto.

### Teens
I Teens (detti anche Teensies o Teensy) sono un popolo di creature minuscole e sagge che si incontrano frequentemente nella serie di Rayman a partire dal secondo capitolo.
I Teens sono dei piccoli ometti caratterizzati dalla pelle color grigio-azzurra,gli occhi neri e lunghi nasoni pendenti che si sovrappongono alle loro bocche nascoste. Nei loro nasi sono presenti dei motivi a spirale che sono leggermente più scuri del resto della loro pelle.Sono piuttosto bassi rispetto alla maggior parte degli abitanti della Radura dei sogni.
I Teens vennero creati da Polokus per sorvegliare i numerosi passaggi del mondo. Dopo le fate, furono la seconda razza ad essere stata creata e, in quanto tali, sono tra gli abitanti più antichi del mondo. Nei giochi hanno dimostrato frequentemente di essere in grado di usare la magia;Infatti essi sono i creatori dell'anticamera delle porte,ossia un luogo magico dove tutti i percorsi alla fine si incontrano. La maggior parte, se non tutti i Teens, hanno la capacità di creare porte a spirale ; questi portali possono rapidamente portare un Teens (o un altro personaggio, come Rayman) da una posizione all'altra. Possono anche sfruttare il potere dei Lum gialli raccolti da Rayman per creare porte a spirale o aprire porte sigillate che conducono Rayman ai santuari.
I numerosi Teens sono governati collettivamente dai quattro Grandi Minimi Teens, ossia i loro re, che risiedono nelle profondità del Concilio delle Fate.In Rayman Origins è stato introdotto anche il Teens Gotico che svolge la professione di guardiano della radura dei sogni.

### Betilla

Rayman e Betilla nel teaser trailer di Rayman Origins.

Una Fata dai capelli rossi che appare per la prima volta in Rayman in cui dona nuove abilità al protagonista. Doveva essere presente anche in Rayman 2: The Great Escape ma alla fine venne rimpiazzata da Ly. Fa il suo ritorno in Rayman Origins, in cui compaiono anche le sue sorelle,che come nel primo gioco dona nuovi poteri al giocatore. Nelle istruzioni di gioco e nel primo trailer viene inoltre rivelato che è stata lei a creare Rayman.

### Polokus
È lo spirito del mondo di Rayman e appare per la prima volta in Rayman 2: The Great Escape. Si tratta di un essere simile ad un rospo, un po' grassoccio, che porta un cappello viola e dei pantaloni. Egli è il creatore della radura dei sogni e di qualsiasi abitante che vi ci abita. È anche responsabile della creazione di alcuni incubi tra cui Jano, il guardiano della caverna dei brutti sogni. In Rayman 2: The Great Escape, Polokus viene risvegliato da Rayman grazie alle 4 maschere e lo aiuterà a distruggere i rimanenti robot-pirati rimasti sul pianeta. Polokus compare inoltre in Rayman Origins e Rayman Legends con il nome Sognabolle dove crea nuovi personaggi. In questi ultimi giochi ha un aspetto differente, ha una lunga barba arancione e inoltre non porta più vestiti. Tuttavia rimane comunque un essere anfibio e grassoccio.

### Rabbids

I Rabbids nell'intro del gioco Rayman Raving Rabbids TV Party.

I Rabbids sono una strana specie di conigli antropomorfi, e sono apparsi per la prima volta come antagonisti principali nei giochi Rayman Raving Rabbids, Rayman Raving Rabbids 2 e Rayman Raving Rabbids TV Party. In Rayman Raving Rabbids rinchiudono Rayman all'interno di una cella dopo averlo catturato, mentre in TV Party, nel tentativo di catturare nuovamente il protagonista, entrano involontariamente nel suo televisore e cercheranno di dominare le televisioni coi loro canali. I Rabbids divennero in poco tempo un grande fenomeno globale e una certa popolarità nel mondo videoludico, tanto da meritarsi una serie di videogiochi tutta per loro senza la presenza di Rayman come protagonisti (Rabbids Go Home, Raving Rabbids Travel in Time, Rabbids Land, Rabbids 3D, Rabbids: Fuori di Schermo e Rabbids Rumble), oltre a comparire anche in Academy of Champions: Football come personaggi utilizzabili e in alcuni update di Rayman Adventures.
I personaggi sono apparsi anche nei videogiochi crossover con la serie di Super Mario Bros., tra cui i due capitoli originali (Kingdom Battle e Sparks of Hope) e le sue quattro versioni in DLC (Donkey Kong Adventure, La Torre della Cooondanna, L'ultima Braccaspark e Rayman in the Phantom Show). Gli alcuni Rabbids sono apparsi in controparte degli eroici protagonisti della saga videoludica (tra cui Mario, Luigi, la Principessa Peach, Rosalinda e Yoshi), mentre nel sequel sono apparsi alcuni della loro razza differente conosciuti come i Braccaspark che sono un tempo al servizio della malvagia Cursa, ed essi sono Kanya, Daphne, Midnite e Bedrock, e infine la più eroica e benevola di quelli precedenti che si unita ai protagonisti, chiamata Edge (compresa la sua versione più oscura e malvagia, conosciuta come la Edge dell'Oscutiferio).
Per il loro grado di popolarità come protagonisti, Ubisoft confermò all'E3 2013 di stare progettando una serie televisiva animata a loro dedicata intitolata Rabbids: Invasion, in onda su Nickelodeon negli Stati Uniti dal 3 giugno 2013, e in Italia dal 9 dicembre dello stesso anno sull'omonima versione italiana del canale. I Rabbids saranno anche protagonisti di un film d'animazione, intitolato Rabbids Invasion: Missione su Marte, girato a tecnica mista tuttora in corso di produzione. Solitamente, questi conigli sono bianchi, ma anche di altri colori e con vari costumi. Sono molto stupidi e hanno gli occhi azzurri, ma quando hanno un raptus di adrenalina, soprattutto quando sono arrabbiati o stressati, urlano BWAAAAHHH!, i loro occhi diventano rossi e la loro testa trema.

#### Edge
Edge è una dei protagonisti del videogioco crossover Mario + Rabbids Sparks of Hope ed è un tempo leader delle Braccaspark ed ex servitrice di Cursa prima di scegliere di andarsene dopo aver assistito quanto fosse terribile la vera natura malevola della sua ex padrona e si allea volontariamente con Mario e il resto degli eroi (tutti compresi il diabolico e infido re dei Koopa Bowser in cui si era stipulato una tregua con i suoi vecchi nemici) nella loro missione per salvare la povera maga Rosalinda, divenendo quindi una protettrice cosmica. Il personaggio è una Rabbid femmina vestita come una punk: stivali e gilet in cuoio neri, guanti senza dita e i capelli neri tenuti con il gel, con sopracciglia e capelli interni tinti di verde, e soprattutto ha delle orecchie più basse e i tre dentini aguzzini. A differenza della maggior parte dei suoi simili, Edge è l'unica Rabbid che si dimostra una personalità molto più eroica, forte, coraggiosa, benevola, sincera, matura, compassionevole, gentile, amabile, altruista, tenera, simpatica, amichevole, orgogliosa, indipendente, leale, onorevole, rispettabile e intelligente in cui riguarda nella sua purezza del bene, e sicura delle sue azioni e abilità (anche sé un po' fredda, severa, stoica, ragionevole, ambigua, insicura di sé e leggermente arrogante), e non viene mostrata nessuna avidità, corruzione, stravaganza, egoismo o paura, in cui ha avuto un'ottima ragione e una buona qualità per redimersi e di affiancare con i protagonisti per sconfiggere una volta per tutte la malvagia Cursa e affrontare in qualsiasi altra minaccia, divenendo quindi una grande eroina. Edge ha una sua versione oscura e malvagia, conosciuta come la Edge dell'Oscutiferio, creata dalla stessa Cursa usata per sostituire il suo posto e di darle la caccia per la via del suo tradimento. Le caratteristiche del personaggio femminile sono più o meno ispirate da Gatsu (Berserk) e da Cloud Strife (Final Fantasy VII).

#### Sergueï
Sergueï è un personaggio che appare nel videogioco Rayman Raving Rabbids. È notevolmente più grande, più grosso, più peloso e più muscoloso rispetto alla maggior parte degli altri Rabbids; ha un pelo folto e nero, grandi occhi rossi e un copricapo di metallo attorno al suo collo, ma ciò nonostante è ingenuo e adora fare scherzi. È la guardia del Colosseo dei Rabbids, e in ogni occasione accompagna il protagonista Rayman dentro o fuori dalla sua cella. Nella versione per Game Boy Advance, Sergueï non compare, ma è presente un boss denominato Giant Rabbid che ricorda molto Sergueï. Pur non comparendo nel gioco Rayman Raving Rabbids 2, appare sulla copertina nordamericana in cui si arrampica sulla Tour Eiffel, un riferimento a King Kong che si arrampica sull'Empire State Building (non a caso il primo nome proposto per il personaggio era Kong-Bunny, dato che gli sviluppatori si ispirarono al noto gorilla gigante per la sua creazione). È inoltre il boss finale della versione per Nintendo DS del gioco e si fa chiamare Rabble Droid.

#### Professor Barranco
Il Professor Barranco è un personaggio molto temibile, ed è il generale dei Rabbids, con un occhio rosso e uno blu. È apparso in Rayman Raving Rabbids (con anche una fascia in testa e un occhio nero), Rayman Raving Rabbids 2, Raving Rabbids Travel in Time e in Rabbids: Fuori di Schermo (in quest'ultimo il generale indossa un elmetto con quattro stelle ed è seduto su un trono meccanico volante).

#### Mr. Rabbid
Mr. Rabbid è un coniglio che appare come personaggio selezionabile in Rayman Kart, ed è uno dei personaggi più forti del gioco, sebbene sia anche il più complicato da sbloccare, infatti per farlo occorrono 470.000 Lum.

#### Pink
Pink è uno dei antagonisti del gioco Rayman Raving Rabbids. È un robot sembiante un Rabbids, anche se di aspetto più magro, seduto a sua volta su un robot meccanico quadrupede. È sempre protetto da uno scudo di forza trasparente impenetrabile, e attacca con dei missili. L'unico modo per colpirlo e danneggiarlo è di colpire i suoi missili per rispedirglieli contro. Ricompare poi durante i titoli di coda in cui balla La Bamba e Girls Just Want to Have Fun. Nella versione per Game Boy Advance, Pink non è un robot, bensì un piccolo Rabbid color rosa con una benda nera sull'occhio sinistro. Qui inoltre, non in maniera molto differente a ciò che accade a Clark in Rayman 2: The Great Escape, Pink controlla tramite un telecomando un boss del gioco, noto come Giant Antitoon.

## Personaggi secondari

### Clark
Clark appare solo in Rayman 2: The Great Escape ed è un amico di lunga data di Rayman. Ha l'aspetto di un colosso robusto e gigante, ma ha lo stomaco sensibile
Clark si incontra due volte nel gioco: la prima volta Rayman deve portargli un elisir della vita per curarlo da un qualcosa di nocivo che aveva inghiottito nello scontro con diversi robot-pirati, il che lo aveva reso terribilmente malato. La seconda volta invece Rayman deve affrontarlo, in quanto gli è stato applicato un macchinario per il controllo mentale dall'assistente di Razorbeard. Distruggendo il macchinario, Clark ritorna in sé.

### Bzzit
Bzzit appare in Rayman e Rayman Revolution. In Rayman svolge la funzione di primo boss del gioco e solo una volta sconfitto si propone come alleato. In Rayman Revolution, Bzzit è intrappolato, e dopo averlo salvato aiuterà Rayman a raggiungere il Santuario di Acqua e Ghiaccio grazie ad una imbarcazione di legno. Bzzit non è da confondere con le altre zanzare che appaiono nei giochi Rayman 2 The Great Escape e Rayman Revolution, poiché esse non hanno tutte le articolazioni a differenza dello stesso Bzzit.

### Moskito
Moskito è una specie di zanzare che compaiono occasionalmente in Rayman, Rayman 2: The Great Escape, Rayman Origins e Rayman Legends. In Rayman ne esistono due categorie, le prime (di colore rosa) appartengono alla medesima specie di Bzzit, le seconde (di colore rosso) appartengono alla specie Moskito, e una di loro svolge la funzione di antagonista. Le categorie di colore rosa riappaiono in Rayman Origins e Legends dove è possibile cavalcarli in certi livelli. In Rayman 3: Hoodlum Havoc appaiono nel livello speciale "2D Madness".

### Sssssam
Un amico di vecchia data di Rayman. È una sorta di serpente di palude acquatico di colore viola e porta una sciarpa di colore rosso.Lo si incontra solo in Rayman 2: The Great Escape dove aiuterà Rayman ad attraversare la palude, di seguito non lo si vede più per tutto il resto del gioco.
In Rayman 3: Hoodlum Havoc, nella magione di Razoff, si può trovare una statua che pare rappresentare Sssssam, ciò può significare che potrebbe essere stato catturato dal cacciatore. Appare anche nella versione Game Boy Advance del gioco e per la prima volta è possibile vedergli la coda.

### Tarayzan
Appartiene alla stirpe di Rayman e appare nel primo capitolo della serie e nei suoi remake, occasione in cui dona un seme magico a Rayman dopo averlo aiutato.
In Rayman Raving Rabbids 2, esiste un costume per Rayman che lo rende simile a Tarayzan.
Come suggerisce il suo nome, non è altro che un riferimento a Tarzan.

### Joe
Appare in Rayman. È un extraterrestre che donerà a Rayman una lucciola affinché possa illuminare il suo cammino nelle caverne oscure per aggiustare le luci del suo ristorante. Appare inoltre in un'immagine presente nei titoli di coda con Rayman e Tarayzan.

### Il musicista
Appartiene alla stirpe di Rayman, e compare nel primo capitolo della serie e nei suoi remake. Donerà a Rayman il potere temporaneo del super elicottero; appare in seguito in un'immagine nei titoli di coda con la sua famiglia.

### Il clown
Un clown che appare in Rayman come nemico. Appare anche in Rayman Activity Centre come personaggio utilizzabile.

### Joe il Grillo
È un grillo che appare in Rayman Activity Centre; non svolge un ruolo importante nel gioco, anche se fa numerose apparizioni fugaci.

### Carmen la balena
Una balena di colore viola, apparsa in Rayman 2: The Great Escape dove viene intrappolata dai Robot-Pirati di Razorbeard, e occasione in cui Rayman dovrà salvarla; di seguito formerà delle bolle d'aria di grosse dimensioni che permetteranno a Rayman di respirare sott'acqua e ricoprire una lunga distanza sommersa.
Durante le fasi di sviluppo iniziale di Rayman M, Carmen doveva apparire in un cameo all'interno di un enorme acquario di un livello. Nel progetto finale, però, non ha fatto alcuna apparizione.

### Lac Mac
Uno dei cinque protagonisti della serie televisiva Rayman: The Animated Series. È un umanoide simile ad un coniglio di colore blu con macchie rosa e pancia beige; ha anche due lunghe orecchie a spirale e grossi piedi, che gli permettono di saltare come un canguro. Egli è anche un bravissimo giocoliere, e possiede una forza molti superiore al normale, in grado di piegare barre di ferro, ciò lo ha reso il miglior fenomeno da baraccone di Rigatoni, finché non è evaso insieme a Rayman e il resto del gruppo.

### Cookie
Uno dei quattro protagonisti della serie animata Rayman: The Animated Series. Ha l'aspetto di una grassa talpa antropomorfa, con un ampio muso simile a quello di un cane con sopra degli occhiali, e il pelo marrone. Indossa una bandana blu intorno alla parte superiore della sua testa e una salopette verde e marrone. Oltre ad essere un genio nella meccanica, è molto bravo anche a cucinare e costruire oggetti. Il suo carattere è simile a quello di Murfy. È doppiato da Carlos Alazraqui.

### Betina
Uno dei protagonisti della Rayman: The Animated Series. Lei è uno degli schiavi tenuti prigionieri da Rigatoni nel suo circo, finché non evade assieme ai suoi altri compagni. L'aspetto di Betina è sorprendentemente simile a quella di Betilla la Fata in termini di colore dei capelli e vestiti (insieme al loro nome), se non per il fatto che lei è una ragazza alta e magra con un viso largo. Oltre a questo, non sembra esserci alcuna relazione tra lei e Betilla. È anche simile a Ly come corporatura e carattere.

### Flips
Una piccola Fata, una di cinque protagonisti della Rayman: The Animated Series, miglior amica di Betina.

### Uglette
Appartiene alla stessa stirpe di Globox, nonché moglie del noto personaggio. Somiglia molto al marito, se non per il colore rosa. Compare in Rayman 2: The Great Escape e nei suoi remake nel tentativo di salvare i suoi figli e alcune creature dai robot-pirati. Di seguito appare in Rayman Rush come personaggio giocabile.

### Baby Globox
Detti anche Littles, sono dei piccoli appartenenti alla stessa stirpe dei Glutes, nonché i 650 figli di Globox e Uglette. Appaiono in Rayman 2: The Great Escape (e nei suoi remake) assieme ai loro genitori e in Rayman Raving Rabbids. In Rayman 2 sembra che un gran numero di essi sono prigionieri detenuti sul Bucaniere, la nave-prigione dell'ammiraglio Razorbeard. Coloro che non sono stati catturati, invece, fanno frequentemente il tifo per Rayman o piangono per la scomparsa di loro padre. Poco prima della sconfitta di Razorbeard, Rayman riesce a liberare tutti i Baby Globox, insieme al resto dei prigionieri.
In Rayman Raving Rabbids, i Baby Globox vengono catturati dai Rabbids e tenuti in ostaggio, e Rayman tenterà di salvarli. Alla fine del gioco, Rayman fugge, accorgendosi di aver lasciato indietro i piccoli, ancora prigionieri dei Rabbids, e decide di tornare indietro per salvarli, ma si metterà nuovamente nei guai rimanendo incastrato in una buca scavata da uno dei Rabbid, lasciando il destino dei piccoli Globox sconosciuto.

### Glombrox
Glombrox è un antieroe per eccellenza presente come personaggio giocabile nei giochi Rayman Origins e Rayman Legends. Appartenente alla stessa stirpe di Globox, assomiglia molto a quest'ultimo e possiede le sue stesse abilità, ma ha la pelle di colore viola e rugosa e occhi gialli e bulbosi. Questi tratti malvagi ed oscuri che lo rendono molto simile a Dark Globox e Bad Rayman. Un tempo era un eroe, ma purtroppo fu posseduto dai Darktoons e passò la vita a spaventare la gente, cosa che però non gli riesce bene dato che molti lo scambiano per Globox. In Origins occorrono 246 Electoons per sbloccarlo, mentre in Legends si necessita di 40.000 Lum.

## Antagonisti

### Mr. Dark
Mr. Dark è l'antagonista principale del gioco Rayman e nei suoi remake, e arcinemico del protagonista. Indossa dei vestiti blu e un cappello, mostrando di avere occhi di colore giallo brillante, ma il suo volto non viene mai mostrato. È uno stregone molto potente, in grado di rubare molti degli Electoons al Great Protoon. È il nemico finale del gioco, raggiungibile solo nell'ultimo livello, il Candy Chateau. Mr. Dark ha catturato e fatto intrappolare tutti gli Electoons all'interno di Gabbie sparse nel mondo di Rayman, e l'eroe dovrà liberarli, catturare Mr. Dark e salvare il mondo. Mr. Dark cattura inoltre Betilla e la imprigiona all'interno di una sfera di cristallo. Dopo che Rayman lo raggiunge, Mr. Dark si trasforma in tre ibridi dei nemici finali del gioco: il primo è una fusione tra Mr. Stone e Mr. Skops, il secondo tra Moskito e Space Mama, l'ultimo tra Moskito, Mr. Sax e Space Mama. Non si conosce ciò che gli avvenne di seguito, in quanto non viene più mostrato nei giochi successivi, ma nella versione per Game Boy Color di Rayman si dissolve definitivamente. 
Mr. Dark appare in un cameo presente in Rayman 3: Hoodlum Havoc alla fine del livello speciale "2D Madness", dove appare una sua immagine insieme ad altre del primo gioco della serie, mentre in Rayman Origins, Mr. Dark compare in vari poster in certe ambientazioni dell'ultimo livello ed è sostituito dal Mago, il quale, dopo la definitiva sconfitta dell'originale Mr. Dark, indosserà i panni di quest'ultimo per concludere ciò che Mr. Dark non è riuscito a portare a termine, ovvero diventare il nuovo essere supremo della Radura Dei Sogni, spodestando e usurpando così anche la posizione di Polokus.
Dopo molti anni di assenza Mr. Dark compare nello spin-off per Apple Arcade Rayman Mini attraverso un aggiornamento.

### Ammiraglio Razorbeard
L'ammiraglio Razorbeard è l'antagonista principale del gioco Rayman 2: The Great Escape. Appare inoltre in Rayman M, nella versione per Game Boy Advance di Rayman 3 (qui sempre come antagonista principale) e Rayman Kart appare come personaggio selezionabile. È il capo di una forza di malvagi pirati-robot che hanno assediato e conquistato il mondo di Rayman. È un robot di bassa statura che porta dei pantaloni rossi e bianchi e un enorme cappello da capitano. È un tipo molto spietato, irascibile, spesso severo e del tutto malvagio, tirannico, crudele e infido. Razorbeard comanda le truppe da una nave gigantesca conosciuta come "Il Bucaniere". Il caos causato ha frantumato il Cuore del Mondo nei 1000 lum gialli che lo componevano (800 nella versione per PlayStation), e che Rayman deve recuperare.
All'inizio di Rayman 2: The Great Escape, Razorbeard è riuscito a conquistare quasi tutto il pianeta, eccetto la zona conosciuta come Foresta di Luce e detiene Rayman prigioniero sulla nave prigione. Rayman riesce però a fuggire con l'aiuto di Globox e si rifugia nella suddetta foresta.
Quando Razorbeard scopre che l'eroe è alla ricerca delle 4 maschere di Polokus, e che se dovesse trovarle potrebbe invocare lo spirito del mondo e riuscire a sgominare l'esercito dei robot-pirati, mobilita tutto il suo esercito per fermarlo. Verso la fine del gioco, Razorbeard acquisisce un gigantesco robot d'assalto chiamato "Grolgoth" per combattere Rayman. I due si affrontano sulla nave prigione in un epico scontro finale e Razorbeard viene sconfitto; sopravvive però alla distruzione del bucaniere fuggendo a bordo di una piccola astronave, facendo in seguito esplodere il Grolgoth tramite un comando a distanza a tempo, e con lui l'intera nave. Rayman riesce a sopravvivere, mentre Polokus distrugge nel frattempo gli ultimi pirati-robot rimasti, ponendo fine alla minaccia.
Appare anche come antagonista secondario nella miniserie animata Rayman: The Animated Series come alleato di Rigatoni, anche se assume il ruolo di lacchè.
Nelle versioni console e PC di Rayman 3: Hoodlum Havoc esiste un cameo di Razorbeard e di alcuni robot-pirati nel livello Il Quartier Generale degli Hoodlum, situati all'interno del meccanismo dal quale scendono le piattaforme per essere fuse.

### André
André è l'antagonista principale dei giochi Rayman 3: Hoodlum Havoc e Rayman: Hoodlums' Revenge, ed è il capo dei Lum neri conosciuti come Hoodlums. A differenza dei suoi scagnozzi, André è l'unico ad avere le braccia e ad'essere in grado di parlare. Nella versione italiana ha un accento tedesco. Nel tentativo di giungere al Cuore del Mondo per trasformare l'energia stessa del cuore in Hoodlums, viene accidentalmente inghiottito da Globox, rimanendo comunque vivo dentro di lui. Dopo i vani tentativi di Otto e Romeo di estrarlo, viene finalmente estratto da Art Rytus. Sfuggito a Rayman e ai guaritori, riunisce tutti i Lum neri e si allea con Reflux, lo Knaaren sconfitto in precedenza da Rayman, convincendolo a rubare lo scettro del Leptys, il Dio degli Knaaren, al suo re Gumsi. Dopo essere stato sconfitto da Rayman, viene da quest'ultimo trasformato in un Lum rosso, grazie al potere conferitogli dallo stesso Leptys in precedenza. Al termine del gioco viene mostrato un flashback, il quale spiega che la nascita di Andrè fu causata dalle mani di Rayman che, dopo essersi staccate dal busto e aver vagato liberamente, spaventarono un Lum rosso con delle ombre cinesi, e si trasformò nel noto Lum nero. Il personaggio sarebbe poi dovuto apparire in Rayman Raving Rabbids, allora noto come Rayman 4, in cui lui e Rayman decidono di allearsi per fermare l'invasione dei Rabbids, troppi forti perfino per lui; dopo l'annullamento del primo concept però fu tagliato fuori anche lui. In Rayman: Hoodlums' Revenge, Andrè riappare sotto forma di spirito, e assume il controllo mentale di Globox, cercando poi di creare un clone di Reflux da quest'ultimo. Alla fine del gioco il suo spirito viene definitivamente distrutto.
In Rayman 3: Hoodlum Havoc viene doppiato nella versione italiana da Dario Turrini.

### Mago
Ales Mansay, più noto anche come il Mago, è un personaggio secondario del gioco Rayman e l'antagonista principale dei giochi Rayman Origins e Rayman Legends. Si tratta di un mago che appare nel primo gioco e come personaggio appartenente alla stessa stirpe di Rayman, ma da Origins in poi è stato ridisegnato come un Teensy per adattarlo allo stile ricreato con i seguiti. Nel primo gioco appare per la prima volta nell'introduzione e spesso si poteva trovare il suo cappello in determinate zone dei livelli. In Origins, oltre a dare consigli in alcuni livelli (spesso però non molto utili e seguiti da commenti sarcastici su Rayman) appare anche alla fine di ogni livello dove conta i Lum raccolti, mostrando una grande gioia ed entusiasmo ogni volta che gli eroi gliene portano un gran numero. Alla fine si scopre il suo vero scopo: essendo un ammiratore di Mr. Dark, utilizzò tutti i Lum raccolti per costruire tutte le sue macchine e robot. Dopo aver sconfitto i suoi mostri meccanici, il Mago salta a bordo di un dirigibile, e gli eroi lo devono inseguire cavalcando i Moskito. Alla fine il dirigibile si schianta nel nucleo ardente della base, provocando un'enorme esplosione. Gli eroi sopravvivono e cadono dal cielo, per poi atterrare al punto di partenza, dove è cominciato il gioco, mentre il destino del Mago è sconosciuto. 100 anni dopo gli eventi di Origins, in Rayman Legends si scopre che Il Mago è sopravvissuto e si è suddiviso in cinque parti di se stesso noti come Teensy oscuri e toccherà ancora a Rayman e i suoi amici a fermarlo.

### Rigatoni
Rigatoni è l'antagonista principale della miniserie animata Rayman: The Animated Series, padrone di un circo intergalattico, celebre in molti pianeti, che gestisce con l'ammiraglio Razorbeard, dove costringe i protagonisti (Rayman, Lac Mac, Betina, Cookie e Flips) ad esibirsi in molti numeri contro la loro volontà. Il suo miglior fenomeno da baraccone era Lac Mac, in quanto le sue straordinarie abilità attiravano il pubblico, rendendo Rigatoni ricco ed amato dai bambini, ma ciò nonostante Lac Mac desiderava la libertà. È un tipo molto avido e crudele, forse anche più di Razorbeard, e in quanto teme che i suoi fenomeni da baraccone fuggano dispone di un ampio sistema di telecamere per tenerli sottocchio. Tuttavia, all'arrivo di Rayman, i protagonisti riescono ad evadere e fanno precipitare il tendone volante del circo, che si schianta al suolo; tuttavia, Rigatoni manda un detective a cercarli: l'ispettore Grub.
Il suo aspetto ricorda molto quello di un Hunter, nemici presenti in Rayman e Rayman Origins (la somiglianza si può notare meglio in quest'ultimo gioco).
Il suo nome deriva da quello dell'omonima pasta, il che lo adatta ad essere lo stereotipo del ringmaster italiano, nonostante sia caratterizzato da un accento di Brooklyn. È doppiato da Danny Mann.

### Jano
Jano, noto anche come il Guardiano della Caverna dei Brutti Sogni, è presente nel gioco Rayman 2: The Great Escape. Appare come una specie di ciclope verdastro con un occhio giallo e un corpo tondo.Non ha gambe ma solo due braccia artigliate e indossa un cappello viola con stelle e spirali gialle disegnate. Rayman si è diretto da lui per ottenere una medicina per Clark, indebolito da qualcosa di nocivo che aveva ingoiato durante lo scontro con una ventina di pirati robot. Superando il suo covo, farà da boss di fine livello; dopo averlo sconfitto, mostra a Rayman il suo enorme tesoro, affermando che può prendere tutto il suo oro; a questo punto il giocatore dovrà scegliere se accettare o rifiutare: se accetta, viene mostrato Rayman che riposa su di una piccola isola con la scritta "The End"; se invece rifiuta, il guardiano si complimenta con lui per non essere caduto nella sua trappola, e dona a Rayman l'Elisir di lunga vita per darlo a Clark.
In Rayman 3: Hoodlum Havoc per Game Boy Advance si allea con Razorbeard e viene chiamato Jano.
In Rayman Origins, nonostante non appaia, viene rivelato nel manuale di istruzioni che Jano nacque come il primo incubo del Sognabolle, e invase il mondo di Rayman con le creature dei brutti sogni da lui create; dopo essere stato sconfitto, Jano venne obbligato ad imprigionare le sue stesse creature e diventarne il guardiano, perciò da allora divenne il guardiano della caverna dei brutti sogni. Tuttavia, Jano è anche il progenitore dei Darktoons o Antitoons, la materia degli incubi del Sognabolle e l'opposto degli Electoons, la materia dei suoi sogni.

### Reflux
Reflux è l'antagonista secondario del gioco Rayman 3: Hoodlum Havoc, ed è uno Knaaren, più precisamente il guerriero più forte e potente tra quelli della sua razza. Scovato Rayman nei sotterranei, lo sfida ad un duello nell'Arena del Destino, uscendo tuttavia sconfitto. In seguito incontra André che rifacendosi sul suo orgoglio, lo spinge a rubare lo scettro del Leptys per sfidare nuovamente Rayman come boss finale in quattro fasi diverse. Così Reflux, accetta senza esitare e fa quello che André gli chiede. Giunti in cima alla Torre del Leptys, Reflux invoca il potere del Leptys come narra la leggenda, ma ciò nonostante sarà battuto e ucciso da Rayman e Globox in un duro scontro finale. Appare poi in Rayman: Hoodlum's Revenge, dove gli Hoodlum cercano di clonarlo e costruiscono una macchina di succo di prugna, la Macchina Infernale, per produrre il succo di prugna e potenziarlo, e André, il cui spirito è nel corpo di Globox, prende possesso del suo corpo per usarlo come recipiente del clone di Reflux, che Rayman riesce però a battere, liberando Globox.

### Razoff
Razoff è un personaggio che appare come boss in due fasi diverse nel gioco Rayman 3: Hoodlum Havoc. Si presenta come un essere molto alto e magro con un lungo nasone e la carnagione verdastra,indossa sempre un vestito da cacciatore di colore rosso e porta un fucile che spara frecce.Discende da una lunga dinastia di cacciatori, da cui ha ereditato la sua magione (data la sua dimensione, pare che la sua famiglia fosse anche benestante e ricca). È il nemico principale al termine dell'ultimo livello de La Pozza di Fango. Si autodefinisce il cacciatore più abile ed impavido del mondo, nonostante dimostri più volte una grande codardia e tende spesso a scappare quando Rayman lo raggiunge. Appare anche in due livelli speciali chiamati "Razoff Circuis" e "Commando" dove lo si può utilizzare. 
Il livello in cui si incontra Razoff porta molte analogie con il racconto La partita più pericolosa di Richard Connell. Entrambi dispongono di un personaggio smarrito che vaga in una grande magione e incontra un esperto cacciatore (nel racconto di Connell, il nome del cacciatore è Zaroff) che deve sconfiggere per uscirne vivo. In un altro riferimento, Razoff usa un fucile che spara frecce anziché proiettili, mentre Zaroff cacciava le sue vittime con un arco.

### Begoniax
È una strega che appare come boss iniziale del livello "La Pozza di Fango" presente in Rayman 3: Hoodlum Havoc. È bassa, ha la pelle grigia e rugosa, capelli rossi, scarpe e giubbotto verdi e ha un calderone sulla testa, attacca spesso con una forca acuminata e crea potenti pozioni. Non appare nella versione per Game Boy Advance, ma è presente un livello denominato Palude di Begoniax.

### Ispettore Grub
L'Ispettore Grub è l'antagonista terziario della miniserie animata Rayman: The Animated Series, ed è uno sfortunato e corrotto detective mandato da Rigatoni per fermare Rayman, Lac Mac, Flips, Betina e Cookie. È un abitante di Aeropolis, e vive in una casa sopra quella trovata dei protagonisti, senza che lui lo sappia. Nell'ultimo episodio, Rayman e i suoi amici lo aiutano di nascosto a fare bella figura per l'appuntamento con la sua ragazza.
Il suo aspetto, insieme a quello degli altri abitanti di Aeropolis, ricorda molto quello di Razoff.

### Bad Rayman
Bad Rayman, anche noto come Dark Rayman, è un clone di Rayman, creato magicamente da Mr Dark nel tentativo di distruggere l'originale. Il suo aspetto è molto simile a quello di Rayman, ma con colorazione diversa. Sembra che abbia in qualche modo ereditato gli occhi gialli incandescenti di Mr Dark. Nel gioco originale di Rayman, la pelle di Bad Rayman è grigia, i suoi capelli e il suo foulard sono rosa, i suoi guanti sono azzurri e il suo corpo e le sue scarpe sono blu scuro. Appare nella seconda parte dell'ultimo livello dove clona tutte le mosse che Rayman esegue, e se Rayman viene sfiorato dalla sua versione negativa, morirà; se invece raggiunge la fine del livello, Bad Rayman verrà sconfitto. È un personaggio giocabile anche in Rayman Origins (con il nome Raymesis) e Rayman Legends, anche se in quest'ultimo farà da nemico in alcuni livelli nello stesso modo del primo Rayman. Appare come nemico anche in Rayman Garden.

### Dark Globox
Un personaggio che appare solo nelle versioni per Xbox e GameCube di Rayman Arena. È la versione oscura di Globox, anche se non si sa nient'altro riguardo a questo personaggio. La sua pelle è di colore viola, ha un ciuffo di capelli neri spettinati dietro la testa, dentoni gialli sporgenti dalla sua bocca e il tatuaggio di un teschio dietro la schiena. È un tipo molto maleducato, e nulla di ciò che dice è comprensibile. Per planare gira in aria all'interno di un mini tornado, in modo simile a Taz, dei Looney Tunes. Nel gioco è anche presente una skin sbloccabile di colore azzurro che lo rende simile a Globox.

### MegaBug
Il MegaBug è l'antagonista principale del videogioco crossover Mario + Rabbids Kingdom Battle. Si tratta di un'entità cosmica a forma di un insetto dall'aspetto di un drago creata da un malfunzionamento dei Rabbids. La storia del MegaBug è avvenuta la fusione, il Vortice dal quale i Rabbids sono venuti prende vita, ma all'oscuro di tutti. Infatti solo Beep-0 noterà che ad ogni Rabbids scisso, il potere con cui era stato fuso alimenta il vortice rendendolo più grande. Dopo aver battuto l'ennesimo nemico, il vortice ipnotizzerà Spawny, lo prenderà e finalmente mostrerà il suo vero aspetto: il MegaBug, una fenice (o un drago) di Pixel rossastri. Il MegaBug si fonde con Spawny diventando più grande e cova tre uova dalle quali escono Bwario, Bwaluigi e la Regina Lava. Come se non bastasse, Bowser sta per ritornare dalla sua vacanza in anticipo. L'entità cosmica cattura anche il viscido re dei Koopa Bowser e si fonde con esso diventando il Bowser MegaDrago. Mario, Luigi, la Principessa Peach, Yoshi e le loro controparti Rabbids lo sfidano, liberando Bowser e Spawny, mentre il MegaBug scompare assieme al vortice. Dopo essere stato sconfitto, il MegaBug si separa da Bowser e fa un ultimo disperato tentativo per uccidere gli eroi una volta per tutte, ma la squadra di Mario spara una serie di colpi alla bestia, distruggendola definitivamente e riportando il Regno dei Funghi alla normalità. Tuttavia, un frammento del MegaBug sopravvisse, diventando infine la malvagia Cursa (l'antagonista principale del sequel Mario + Rabbids Sparks of Hope).

### Cursa
Cursa è l'antagonista principale del videogioco crossover Mario + Rabbids Sparks of Hope. Si tratta di un'entità cosmica dalla personalità puramente malvagia, spietata, temuta, pericolosa, distruttiva, implacabile, sleale, infida, crudele e assetata di potere creata da un frammento del MegaBug, che prende possesso del corpo di Rosalinda in cui vuole riempire tutti i mondi e le galassie nelle tenebre. Successivamente tenterà di conquistare l'intero universo per diffondere l'energia dell'oscurità e assorbendo il potere delle Braccaspark per prendere il pieno controllo della povera Rosalinda in cui potesse portare in eterno l'era del caos e della distruzione; anche se alla fine viene sconfitta definitivamente da quest'ultima, insieme con Mario e i suoi alleati (tutti compreso Bowser, il re dei Koopa, che si è dovuto stipulare malinconicamente con riluttanza una tregua con i suoi fastidiosi e 
insopportabili nemici). Nella battaglia finale, viene anche rivelata che nutre un odio intenso e selvaggio per gli eroi, molto probabilmente a causa del frammento del MegaBug, Cursa conteneva i suoi ricordi dei protagonisti. È la leader e creatrice delle Braccaspark, e quindi è la ex padrona dell'eroica Rabbid Edge (che quest'ultima si è convertita e unita per la prima volta con Mario e i suoi amici per essersi disgustata dalle sue azioni atroci e spietate). Nel complesso, si pone come una dei cattivi più atroci e pericolosi che Super Mario e i Rabbids abbiano mai affrontata, poiché ha cercato di distruggere tutte le realtà e tutti i mondi.